# Le Petit Chaperon rouge
Pour les articles homonymes, voir Le Petit Chaperon rouge (homonymie).
Le Petit Chaperon rouge est un conte de tradition orale d'origine française. 
Il est surtout connu par le biais de deux versions collectées, retranscrites et interprétées par les moralistes Charles Perrault en France et les frères Grimm en Allemagne. Depuis le milieu du XXe siècle, il a fait l'objet de nombreux détournements, opérant notamment un retour aux sources de la tradition orale et populaire du conte.

## Versions originelles du conte
Le Petit Chaperon rouge est un conte de la tradition populaire française qui a connu de nombreuses versions au cours de l’histoire et selon les pays où il a été repris. On dénombre une centaine de variantes du conte,,.
Les paysans français racontaient l’histoire dès le XIVe siècle. L'une des versions orales du conte est des plus sanglantes : le loup, arrivé chez la mère-grand, la dévore en gardant toutefois un peu de côté, et prend sa place. La petite fille  arrive et, ne se doutant de rien, obéit à la fausse grand-mère lui disant de manger un peu de viande et de boire un peu de vin, en fait la chair et le sang de l'aïeule (la petite fille s'interrogerait même quant aux dents présentes dans la chair, question à laquelle le loup lui répondrait qu'il s'agit de haricots).
Une version de l'histoire du Petit Chaperon rouge est sculptée au palais Jacques-Cœur de Bourges (en France), palais du XVe siècle, ce qui atteste encore de l'ancienneté de ce conte populaire[réf. nécessaire].

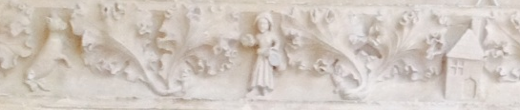
Figurines sculptées du palais Jacques-Cœur à Bourges (France) (XVe siècle).

On retrouve trace de l’histoire d'un Petit Chaperon rouge dans la tradition orale de nombreux pays européens, sous différentes versions, antérieures au XVIIe siècle. Dans ses versions européennes, le conte oppose le plus souvent, dans une convention toute médiévale, l’univers sûr du village aux dangers de la forêt, même si aucune version écrite ne remonte à cette époque.
En fait la version écrite la plus ancienne remonte à un poème « De puella a lupellis servata » compris dans le recueil Fecunda ratis, rédigé au Xe siècle par l’écolâtre Egbert de Liège.
L’anthropologue britannique Jamie Tehrani, de l’Université de Durham, a ainsi mené une étude mathématique sur 58 variantes du conte en se concentrant sur 72 variables (nombre et sexe des protagonistes, le type d'animal, la fin, les ruses utilisées, etc.) : cette étude présente cependant de nombreux problèmes. Dans certaines des versions les plus anciennes, le Petit Chaperon rouge est un jeune homme déguisé en fille et envoyé par Mère-Grand dans la forêt hostile entourant le village pour tuer le loup. Le conte porte d'abord sur le travestissement et la dissimulation. La couleur du Chaperon servant au travestissement est une référence symbolique au meurtre du Loup. Dans la version italienne, intitulée La Finta Nonna (La Fausse Grand-mère), la petite fille l’emporte sur le Loup grâce à sa propre ruse, sans l’aide d’un homme ou d’une femme plus âgée. Dans cette version également, le conte insiste sur la dissimulation et la ruse.
Le conte du Petit Chaperon rouge est devenu l’un des plus populaires en Europe et dans le monde grâce à la grande versatilité de la situation triangulaire entre le Petit Chaperon rouge, le loup et mère-Grand. Il permettait aux conteurs de proposer différentes variantes en fonction de leur public et de l'objectif visé.
Le personnage du chasseur (ou d'un bûcheron, selon les versions), inexistant au départ, n'apparaîtra que dans une des versions les plus tardives du conte, celle des frères Grimm, reléguant le Petit Chaperon rouge, qu'il soit homme ou femme, dans un rôle plus passif.
Il existe un conte chinois semblable. Dans celui-ci, c'est la grand-mère qui se rend chez ses trois petites-filles. Elle rencontre le loup, qui, après l'avoir interrogée, la tue et prend son apparence dans le but de tromper et de manger les trois filles. Ces dernières, cependant, finissent par comprendre l'imposture et par tuer le loup par la ruse, même si la grand-mère est tuée. On peut aussi citer des contes coréens comparables, où l'agresseur est un tigre tandis que les victimes sont une mère et ses enfants, au moins un garçon et une fille.

## Versions des moralistes

### Versions de Charles Perrault

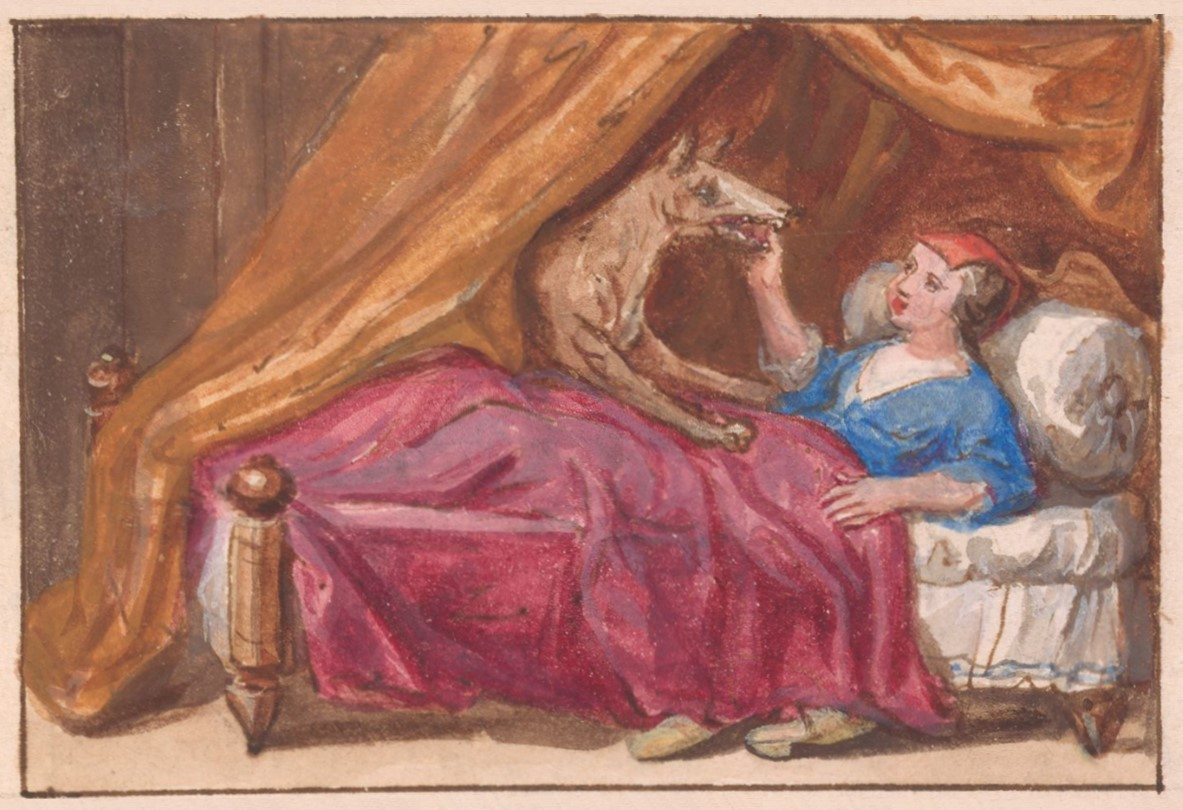
Gouache ornant un manuscrit des Contes de ma mère l'Oye de Charles Perrault, 1695.

La plus ancienne version retranscrite et figée est celle de Charles Perrault, parue dans Histoires ou contes du temps passé, avec des moralités le 11 janvier 1697. Cette version est plus malheureuse et plus moralisatrice que celles qui suivront. L’héroïne en est une jeune fille bien élevée, la plus jolie du village, qui court à sa perte en donnant au loup qu’elle rencontre dans la forêt les indications nécessaires pour trouver la maison de sa grand-mère. Le loup mange la vieille dame en se cachant des bûcherons qui travaillent dans la forêt voisine. Il tend ensuite un piège au Petit Chaperon rouge et finit par la manger. L’histoire se termine ainsi, sur la victoire du loup.

Illustrations de Gustave Doré pour le conte de Charles Perrault, 1862
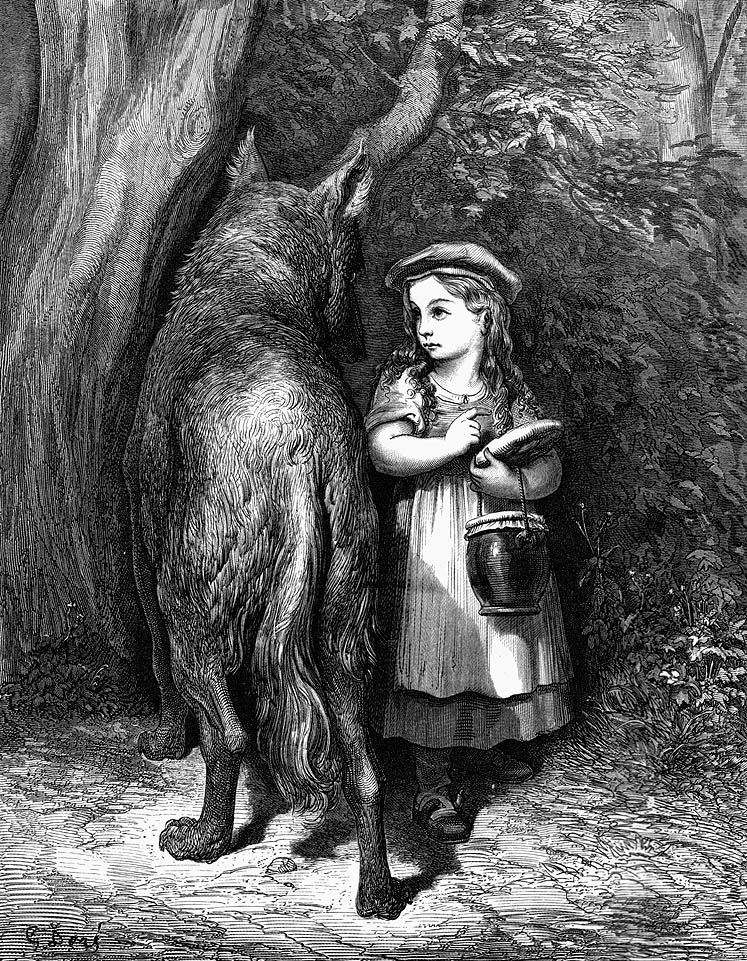
« En passant dans un bois elle rencontra compère le Loup. »
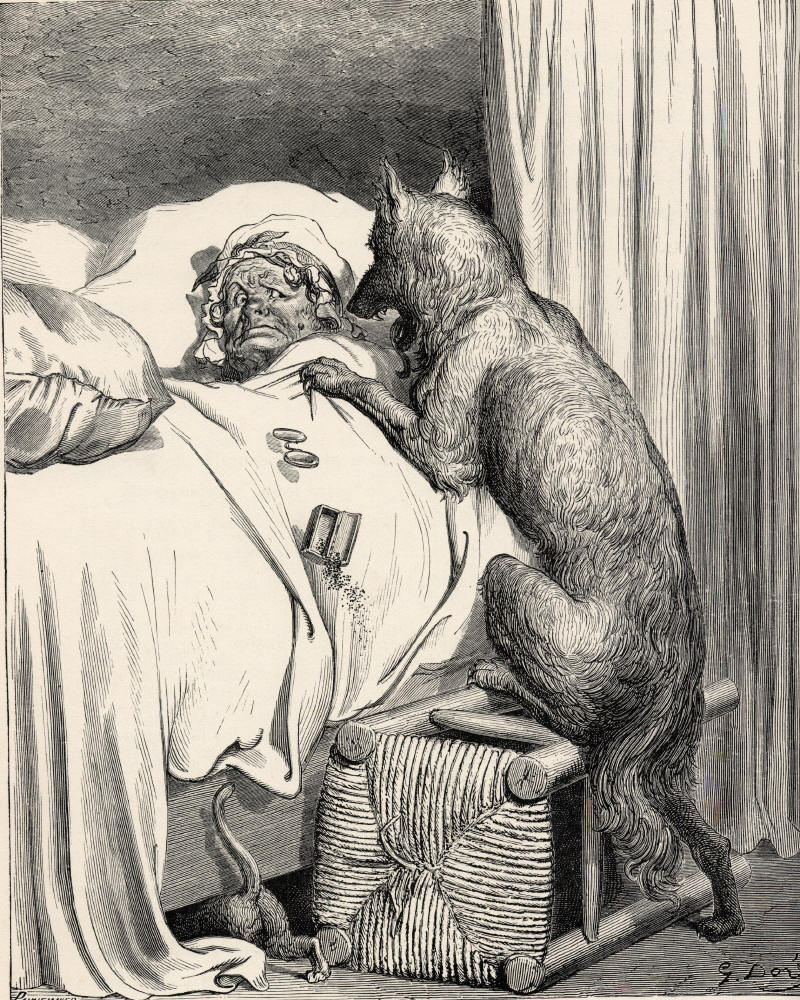
« Il se jeta sur la bonne femme et la dévora en moins de rien. »
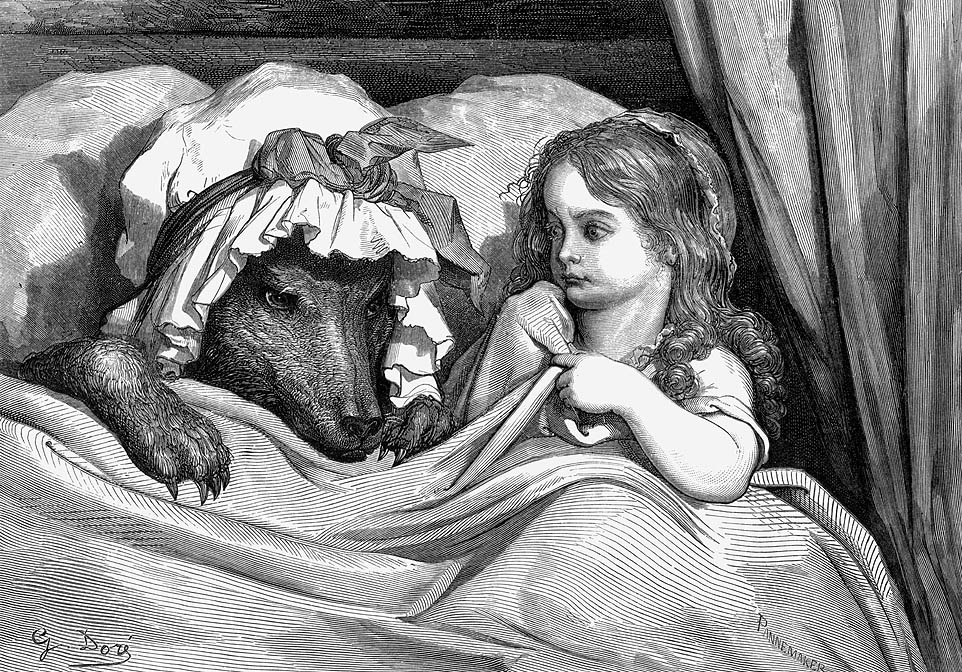
« Elle était bien étonnée de voir comment sa Mère-grand était faite en son déshabillé. »

### Versions des frères Grimm
Au XIXe siècle, deux versions distinctes furent rapportées par Jacob et Wilhelm Grimm : la première par Jeanette Hassenpflug (de) (1791–1860) et la seconde par Marie Hassenpflug (1788–1856). Les deux frères firent de la première version l’histoire principale et de la seconde une suite. L’histoire de Rotkäppchen (La Capuche rouge) parut dans la première édition de leur collection Kinder- und Hausmärchen (Contes de l'enfance et du foyer, 1812). Dans cette version, la fillette et sa grand-mère sont sauvées par un chasseur qui suivait la piste du Loup. La suite montre la fillette et sa grand-mère piégeant et tuant un autre loup, anticipant ses gestes grâce à l’expérience acquise au cours de la première histoire.
Les frères Grimm modifièrent l’histoire dans les éditions postérieures, jusqu’à atteindre la version la plus connue dans l’édition de 1857. Cette version édulcorée, largement répandue, raconte l’histoire d’une petite fille qui traverse la forêt pour apporter un morceau de galette et du beurre à sa grand-mère. En chemin, la fillette fait la rencontre d’un loup, qui la piège à la fin et la dévore elle et sa grand-mère. Un chasseur vient néanmoins pour les sauver en ouvrant le ventre du Loup. Le Petit Chaperon rouge et sa grand-mère en sortent saines et sauves.

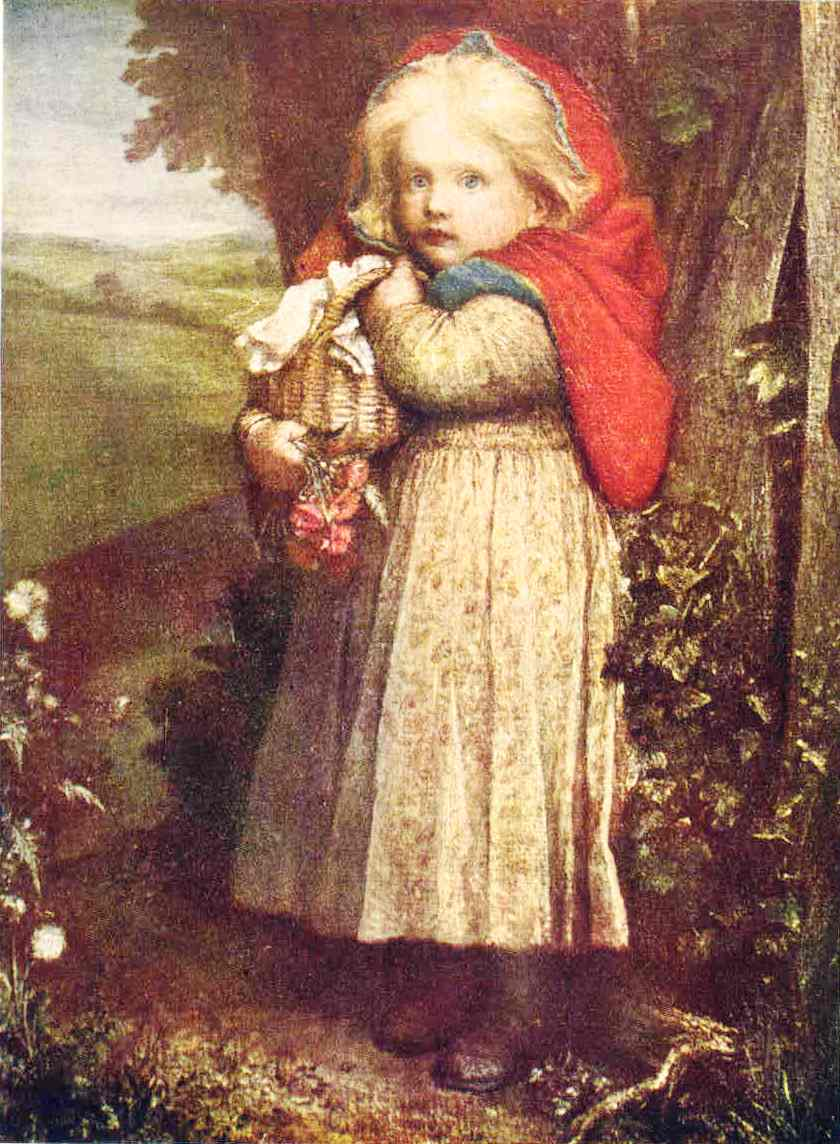
Le Petit Chaperon rouge par George Frederic Watts.
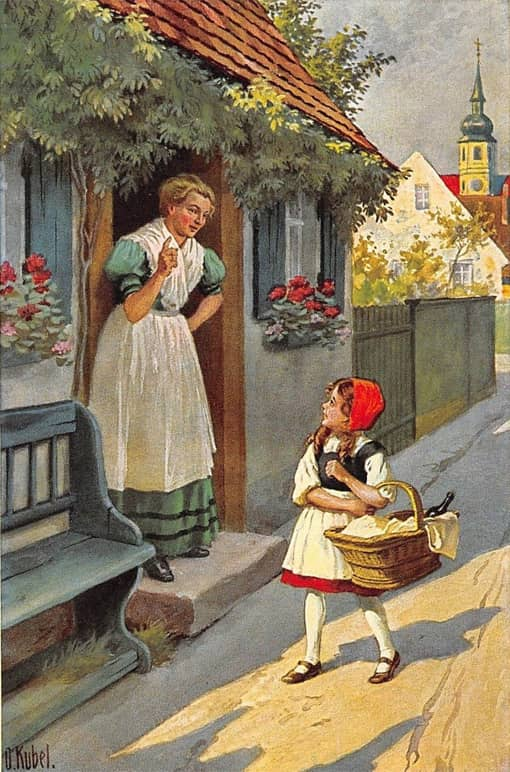
Illustration de Otto Kubel vers 1930.

## Autres versions

### Version d'Henry Cole
En 1843, l'auteur britannique Henry Cole publie sous le nom de Felix Summerly une version différente intitulée Little Red Riding Hood (nom anglais du Petit Chaperon rouge), en collaboration avec John Callcott Horsley. Cette version est très riche en détails. L'histoire se situe en Angleterre, dans le Hampshire, plus précisément dans New Forest. L'auteur prend soin au début de présenter l'héroïne, âgée de huit ans, et les relations qu'elle entretient sa famille. Serviable, elle aide ses parents dans leurs tâches quotidiennes et rend régulièrement visite à sa grand-mère, qui lui offre le fameux chaperon rouge. Un automne, elle part apporter à cette dernière un pot de miel et du beurre. Dans cette version, elle sauve le loup en empêchant des fagotiers de le tuer. Puis, une fois qu'elle indique à l'animal où habite sa grand-mère, elle regrette d'en avoir trop dit, son défaut étant de parfois trop parler. Puis, une fois chez sa grand-mère, elle a des doutes, se demandant si elle a affaire au loup. Cela ne l'empêchera pas de se faire manger... du moins dans la première fin. En effet, l'auteur note que cette fin traditionnelle est douloureuse et que la plupart des enfants ne l'aiment pas. Il en fournit donc une seconde, plus heureuse, qu'il a entendu raconter. Cette fois, l'héroïne hurle alors que le loup la saisit. Alertés, son père et les fagotiers arrivent et tuent l'animal.

### Version de Charles Marelles
En 1888, l'auteur français champenois Charles Marelles publie La véritable histoire du Petit Chaperon d'Or (dans son recueil Affenschwanz et cetera: variantes orales de contes populaires français et étrangers, paru en 1888). Dans l'avertissement, l'auteur explique que cette version lui fut dicté en 1880 par l'avocat maître Lucas, de Crésantignes, qui la tenait lui-même d'un maître d'école de Romigny.

## Critique et interprétations
Il s'agit d'un conte-type 333 selon la classification Aarne-Thompson.

### Versions originelles du conte
Le chaperon que porte Le Petit Chaperon rouge est, à l’époque de Charles Perrault, une coiffure féminine populaire et bourgeoise, mais déjà démodée. La chose est naturelle : le costume des enfants des classes aisées du XVIIe siècle se caractérise par son archaïsme et ses emprunts aux modes populaires. Ce petit chaperon rouge serait donc la marque du désir des protagonistes villageois de se distinguer socialement, un signe de l’affection de la mère et de la grand-mère pour leur ravissante petite fille. Certains chercheurs (notamment Pierre Saintyves) ont vu dans le chaperon rouge une couronne de fleurs, ce qui ferait de l'héroïne une reine de Mai, personnage du folklore populaire. Cette interprétation est critiquée par les comparatistes qui font remarquer que les différentes versions du conte n'insistent pas toutes sur ce trait qui paraît avoir été mis en exergue (voire inventé) par Perrault et les frères Grimm.
Il faut aussi savoir que les frères Grimm ont essentiellement recensé les contes dans le Land de Hesse, où le costume traditionnel porté par les femmes comporte une petite coiffe de velours qui changeait de couleur selon l'âge et la condition de sa propriétaire : rouge pour les enfants et les jeunes filles, vert pour les femmes mariées, et noire pour les veuves. Il n'est donc pas étonnant que la grand-mère ait coiffé ainsi sa petite-fille[réf. souhaitée].

### Versions des moralistes
Le conte, au moins dans les versions des moralistes, est codé, selon plusieurs auteurs, dont des psychanalystes, comme Bruno Bettelheim, et des sociologues, comme Jack Zipes.

#### Interprétation psychanalytique
À propos du Petit Chaperon rouge, et reprenant les mots du romancier Charles Dickens, Bruno Bettelheim écrit dans Psychanalyse des contes de fées : « Le Petit Chaperon rouge a été mon premier amour. Je sens que, si j'avais pu l'épouser, j'aurais connu le parfait bonheur. »
Le conte met en scène l'opposition des principes de plaisir et de réalité. La fillette et sa grand-mère sont les deux principales figures féminines du conte. Le loup est, lui, une figure masculine ambiguë : il est à la fois un séducteur, comme Le Petit Chaperon rouge, mais aussi un meurtrier qui, pour arriver à ses fins, se travestit. Enfin, dans la seule version des frères Grimm, apparaît une seconde figure masculine : le personnage du chasseur qui tue le loup et lui ouvre le ventre pour libérer le Chaperon rouge et sa grand-mère. Le chasseur, introduit par les frères Grimm, est une seconde figure masculine, paternelle cette fois, qui s'oppose au Loup. La délivrance du Chaperon rouge introduite par les frères Grimm a une symbolique forte et peut être interprétée comme une renaissance ou une métamorphose…
Toutefois, il existe aussi des versions dans lesquelles le héros est lui-même de sexe masculin.
Tout au long du conte, et dans le titre comme dans le nom de l'héroïne, l'importance de la couleur rouge, arborée par l'enfant, est fortement soulignée. Selon Bruno Bettelheim, le rouge est « la couleur qui symbolise les émotions violentes et particulièrement celles qui renvoient à la sexualité. » Le bonnet de velours rouge a été offert par Mère-Grand : « Il lui allait si bien, que partout on l'appelait le Petit Chaperon rouge. » Le couvre-chef peut ainsi être considéré comme le symbole du transfert prématuré du pouvoir de séduction sexuelle au Petit Chaperon rouge. Cette interprétation est contestée par l'historien Michel Pastoureau qui rappelle que la signification des couleurs était différente lors de la rédaction du conte : au XVIIe siècle, c'était le vert qui était associé à la sexualité. Le rouge avait une connotation religieuse, voire de protection.

#### Interprétation sociologique
Le sociologue américain Jack Zipes, de l’université de Minnesota, germaniste spécialiste des contes de fées, propose une lecture darwinienne du conte : manger ou être mangé, telle est la question posée par le conte. Jack Zipes, comme dans les versions originelle du conte, interprète le conte comme un art vivant de la subversion mélangeant ruses, arnaques et dissimulations.

## Détournements des versions officielles et retour aux sources du conte

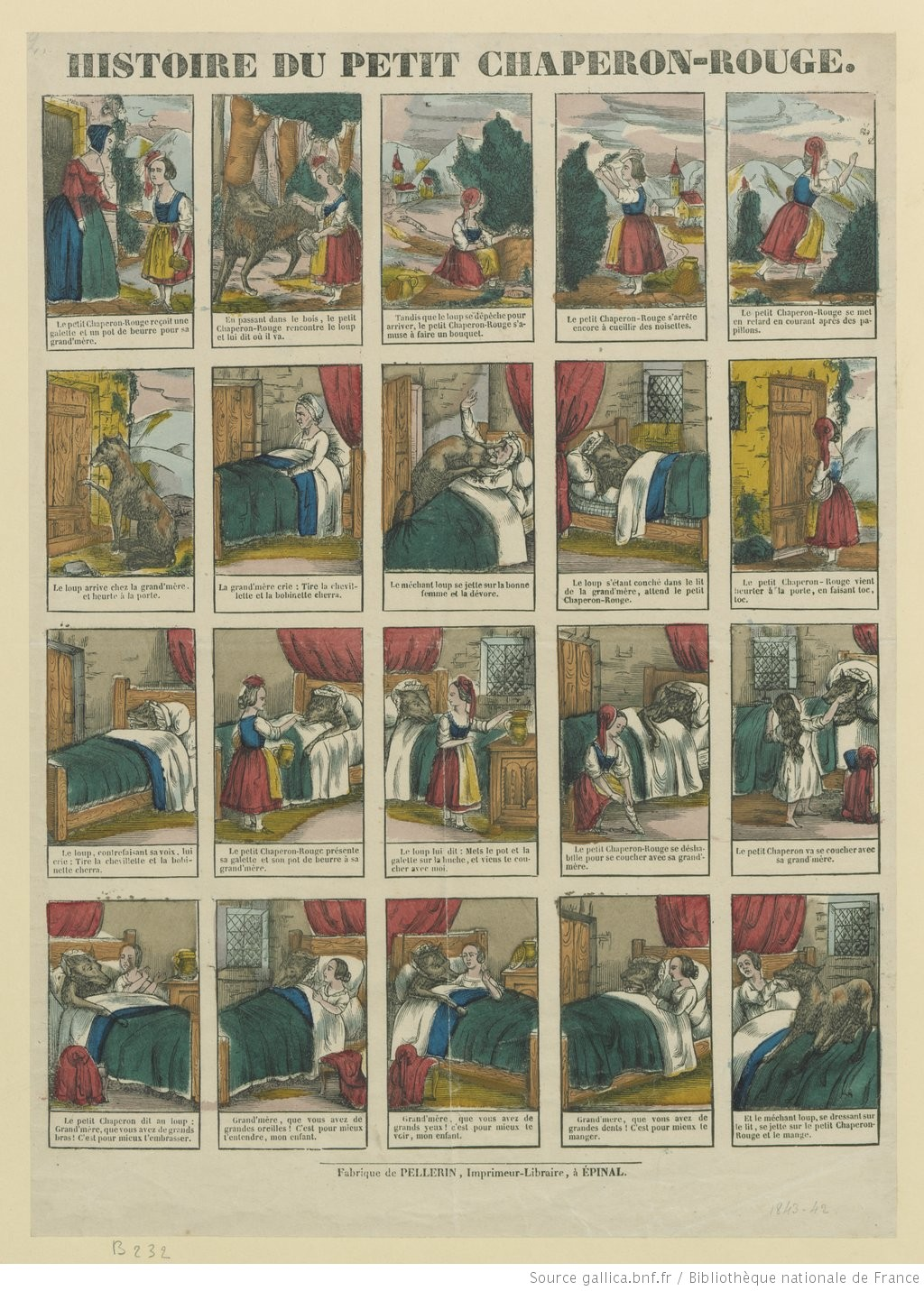
Histoire du Petit Chaperon-Rouge : image d'Épinal

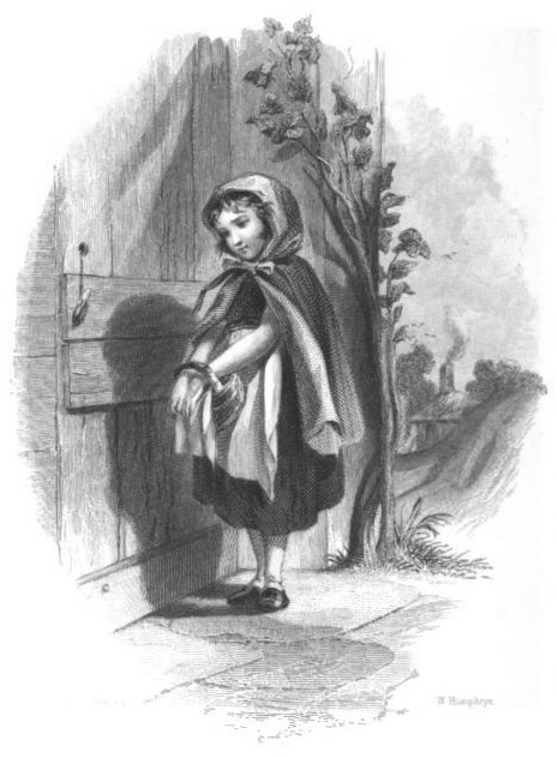
Tire la chevillette, la bobinette cherra. Illustration de F. O. C. Darley, 1850.

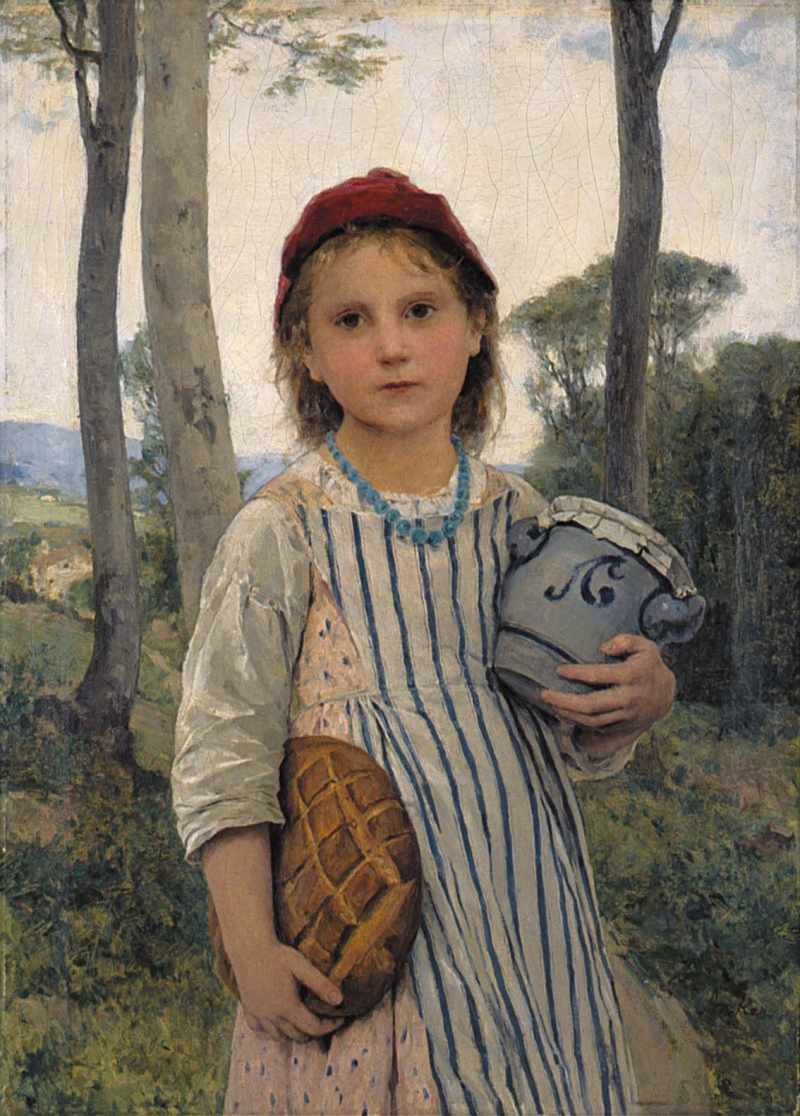
Le Petit Chaperon rougeIllustration d'Albert Anker (1883).

L'histoire du Petit Chaperon rouge, dans la version moralisatrice de Charles Perrault, a été maintes fois détournée, dans les livres, les films ou encore les dessins animés. Cette entreprise de détournement peut être vue dans certains cas comme un retour aux sources médiévales du conte.
L'un des plus célèbres détournements est celui réalisé par Tex Avery dans Red Hot Riding Hood en 1943 : le Loup est un prédateur sexuel, Mère-Grand est l'heureuse résidente du dernier étage d'un gratte-ciel et le Petit Chaperon rouge travaille dans un Night club d'Hollywood. Vamp préfigurant la future Marilyn Monroe, le Petit Chaperon rouge rend le Loup fou. Ce dernier tente d'attirer le Petit Chaperon rouge qui décline fermement l'invitation avant de se réfugier chez Mère-Grand, attirant le Loup à sa poursuite. Il se trouve que Mère-Grand, dame pourtant d'un certain âge, se révèle être particulièrement friande de loups vigoureux. Piégé dans le loft de Mère-Grand, le Loup finit par se jeter du haut du gratte-ciel pour échapper aux baisers dégoulinants de l'épais rouge à lèvres d'une Mère-Grand toute vêtue de rouge. Le Loup croise à nouveau le Petit Chaperon rouge et se suicide à sa vue. Le dessin animé de Tex Avery fut censuré dans un premier temps, sauf pour les G.I.'s qui purent le voir en intégralité grâce à la demande de certains de leurs officiers.
Dans Little Rural Riding Hood (1949), la situation du Loup empire : il est massacré par un Petit Chaperon rouge de la campagne, puis humilié par un cousin Loup de la ville devant un Petit Chaperon rouge citadin.
La versatilité du conte n'avait pas échappé au réalisateur de film d'animation américain. Ainsi, dans le livre The 50 Greatest Cartoons, écrit par l'historien du cinéma d'animation Jerry Beck (en), trois dessins animés réalisés par Tex Avery apparaissent dans le top 50 des meilleurs dessins animés de tous les temps : Red Hot Riding Hood (7e), Bad Luck Blackie (15e) et Little Rural Riding Hood (22e). Un grand classique des marionnettes pour enfants rassemble en une seule création les trois personnages du Petit Chaperon rouge, du Loup et de Mère-Grand, permettant aux enfants d'intervertir les rôles dans un jeu triangulaire sans fin[pas clair].
Le conte a également servi de référence dans le domaine de l'espionnage. Dans Chapeau melon et bottes de cuir (The Avengers), le personnage de Mère-Grand (Grandmother ou Mother selon les épisodes) est le chef excentrique, mais handicapé et se déplaçant en chaise roulante, d'un service de contre-espionnage très britannique. À la DGSE, Mère-Grand est le surnom d'une figure historique du service, ayant dirigé la Direction du renseignement, responsable des agents de renseignement et d'influence,[source insuffisante]. Dans le même ordre d'idées et plus récemment, dans La Revanche du Petit Chaperon rouge de Mike Disa, le Petit Chaperon rouge, le Loup, et la Mère-Grand dirigent une agence d'espionnage ultramoderne. Ce long-métrage est la suite de La Véritable Histoire du Petit Chaperon rouge (titre anglais : Hoodwinked!).
La pièce de théâtre Le Procès du Loup, écrite par Žarko Petan, est une suite du conte où le loup, arrêté, se retrouve jugé dans un tribunal.
En 1996, le film Freeway revisite l'histoire du Petit Chaperon rouge en mêlant thriller, drame et humour noir.
Dans Once Upon a Time (2011–2018), le Petit Chaperon Rouge est en fait un loup-garou (le Loup), qui ne reprend sa forme humaine qu’en se couvrant d’un manteau rouge magique.

## Titre dans d'autres langues
- Albanais : Kesule kuqja
- Allemand : Rotkäppchen
- berbère : ⵝⴰⵇⵞⵉⵛⵝ ⵙⵝⵇⵍⵎⵄⵜⵙ ⵝⴰⵣⴳⴰⵘⵝ (Ṯaqčicṯ Sṯqlmʿts Ṯaẓgaɣṯ)
- anglais : Little Red Riding Hood
- arabe : لَيْلَى وَٱلذِّئْب (laylā waḏ-ḏiʔb)
- arménien : Կարմիր գլխարկը (Karmir glxarkə)
- Basque : Txano Gorritx
- Breton : Kabellig ruz
- Bulgare : Червената шапчица (Tchervenata chaptschitsa)
- Catalan : La caputxeta vermella
- Chinois : 小紅帽 / 小红帽, Xiǎo hóngmào
- Coréen : 빨간 모자 (Ppalgan Moja)
- Croate : Crvenkapica
- Danois : Den lille Rødhætte
- Espagnol : Caperucita Roja
- Espéranto : Ruĝkufuletino
- Estonien : Punamütsike
- Finnois : Punahilkka
- Galicien : Carrapuchiña vermella
- Gallois : Hugan Fach Goch
- Géorgien : წითელქუდა  (Citelk'uda)
- Grec : Η Κοκκινοσκουφίτσα (I Kokkinoskufítsa)
- Hébreu : כיפה אדומה (Kippah Addumah)
- Hindi : नन्हि लल छुन्नि (Nanhi Lal Chunni)
- Hongrois : Piroska és a farkas
- Indonésien : Si Tudung Merah
- Islandais : Rauðhetta og úlfurinn
- Italien : Cappuccetto Rosso
- Japonais : 赤ずきん (あかずきん) (Aka Zukin)
- Kurde : کیژە گچکەلە كلاو سورەکە
- Latin : Lacernella Rubra
- Letton : Sarkangalvīte
- Lituanien Raudonkepuraitė
- Néerlandais : Roodkapje
- Norvégien : Rødhette og ulven
- Occitan : Lo Capaironet Roge
- Persan : شنل قرمزی (Shenel qermezî)
- Polonais : Czerwony Kapturek
- Portugais : O Capuchinho Vermelho (au Portugal) ou Chapeuzinho Vermelho (au Brésil)
- Roumain : Scufița roșie
- Russe : Красная Шапочка (Krasnaia Chapotchka)
- Slovaque : Červená Čiapočka
- Slovène : Rdeča kapica
- Serbe : Crvenkapica ou црвенкапица
- Suédois : Lilla Rödluvan
- Ukrainien: Червона Шапочка (Tchervona Chapotchka)
- Tchèque : Červená Karkulka
- Turc : Kırmızı Başlıklı Kız
- Vietnamien : Cô bé quàng khăn đỏ

## Discographie (d'après Alan Kelly)
Il existe un enregistrement de 78 tours cher E.Berliner's Gramophone (catalogue allemand)
| Num. catalogue | Matrice | Date     | Titre              | Compositeur           | Lieu d'enregistrement |
| -------------- | ------- | -------- | ------------------ | --------------------- | --------------------- |
| 48014          | 710B    | 06?-1901 | Rotkäppchen, Polka | Gustave Adolph Kerker | Munich                |

### Textes complets sur Wikisource
Charles Perrault
- Le Petit Chaperon rouge, édition Léon Curmer de 1843
- Le Petit Chaperon rouge, version moderne

Les frères Grimm
- Le Petit Chaperon rouge (Rothkaeppchen)
- Le Petit Chaperon rouge, Contes de l'Enfance et du Foyer, des frères Grimm, traduction Charles Deulin

Charles Deulin
- Les Contes de ma mère l’Oye avant Perrault, Le Petit Chaperon rouge (1878)